# Nachal Sasa
Nachal Sasa (hebrejsky: נחל סאסא) je vádí v Horní Galileji, v severním Izraeli.
Začíná na východních svazích hory Har Sasa, kde se nachází malé sezónní jezero Brejchat Sasa (בריכת סאסא). Směřuje pak k severu zalesněným údolím. Nedaleko od jihozápadního okraje vesnice Dovev ústí zleva do vádí Nachal Dovev, jež jeho vody odvádí do Libanonu a do povodí Středozemního moře.